# Cyclosa coylei
Cyclosa coylei är en spindelart som beskrevs av Levi 1999. Cyclosa coylei ingår i släktet Cyclosa och familjen hjulspindlar. Inga underarter finns listade i Catalogue of Life.